# Штокалов, Илья Анатольевич
Илья́ Анато́льевич Штока́лов (1 сентября 1986, Победа) — российский гребец-каноист, выступает за сборную России с 2003 года. Бронзовый призёр летних Олимпийских игр в Рио-де-Жанейро, участник олимпиады в Лондоне, бронзовый призёр чемпионата Европы, многократный победитель национальных первенств. На соревнованиях представляет «Динамо», Самарскую область, мастер спорта международного класса.

## Биография
Илья Штокалов родился 1 сентября 1986 года в посёлке Победа Выборгского района Ленинградской области. Активно заниматься греблей начал в возрасте одиннадцати лет, проходил подготовку под руководством тренера Н. В. Сергеева, позже тренировался у таких специалистов как Яков Костюченко, Константин Попов, Владимир Логинов. Первого серьёзного успеха добился в 2003 году, когда одержал победу на юниорском чемпионате мира и впервые вошёл в состав национальной сборной России. Год спустя выиграл европейское первенство среди юниоров, ещё через два года победил на молодёжном чемпионате Европы, дебютировал на Кубке мира и поучаствовал в зачёте взрослого первенства мира, прошедшего в венгерском Сегеде: на четырёхместном каноэ в финале километровой дистанции финишировал пятым.
В течение последующих лет Штокалов регулярно выступал на этапах мирового кубка, участвовал в финальных заплывах, был близок к призовым позициям. На чемпионате Европы 2009 года в немецком Бранденбурге завоевал бронзовую медаль в гонке каноэ-четвёрок на 1000 м. В 2011 году вместо командных стал больше внимания уделять индивидуальным дисциплинам, в частности, занял четвёртое место в полукилометровом заплыве на европейском первенстве в Белграде и шестое место в километровом заплыве на мировом первенстве в Сегеде. Благодаря череде удачных выступлений удостоился права защищать честь страны на летних Олимпийских играх 2012 года в Лондоне, на одноместном каноэ участвовал в гонке на 1000 м — пробился в финальную стадию, но в решающей гонке пришёл к финишу восьмым.
После Олимпиады Илья Штокалов остался в основном составе российской национальной команды и продолжил принимать участие в крупнейших международных соревнованиях. Так, в 2013 году побывал на чемпионате мира в Дуйсбурге, в зачёте каноэ-одиночек был четвёртым на полукилометровой дистанции и пятым на километровой. Кроме того, получил бронзовую награду на летней Универсиаде в Казани, занял третье место в дисциплине С-1 1000 м.
На Олимпийских играх 2016 года в Рио-де-Жанейро финишировал в одиночках на тысяче метрах четвёртым, но в связи с последовавшей дисквалификацией представителя Молдавии Сергея Тарновского переместился на третье место и получил бронзу.
Ныне проживает в Санкт-Петербурге, выступает за спортивное общество «Динамо», Ленинградскую область и параллельным зачётом за Рязанскую. Имеет высшее образование, окончил Московскую государственную академию физической культуры. В свободное от спортивных состязаний время занимается сноубордом, любит кататься на горном велосипеде.
Является военнослужащим Росгвардии. Имеет воинское звание «капитан» (2016).